# Diapetimorpha monilis
Diapetimorpha monilis är en stekelart som först beskrevs av Cresson 1874.  Diapetimorpha monilis ingår i släktet Diapetimorpha och familjen brokparasitsteklar. Inga underarter finns listade i Catalogue of Life.